# Chopper (Gespenst)
Chopper war der Name eines ab Mai 1981 in der Zahnarztpraxis von Kurt Bachseitz in Neutraubling angeblich aufgetretenen Gespenstes, das am 4. März 1982 von einer Sonderkommission der Regensburger und Münchner Kriminalpolizei als Schwindel entlarvt wurde. 

## Hintergrund
Der „Geist“ war angeblich in die damals 16-jährige Zahnarzthelferin Claudia Judenmann verliebt. Er belästigte seine Angebetete mit Anträgen, Versprechungen, dummen Scherzen und Obszönitäten, die die behandelten Patienten deutlich mithören konnten. Claudia Judenmann räumte sogar ein, Geschlechtsverkehr mit dem Gespenst gehabt zu haben. Der Zahnarzt erstattete Anzeige gegen unbekannt, woraufhin Polizeibeamte, Abhörspezialisten der Bundespost und Parapsychologen wochenlang versuchten, die Herkunft der Stimme zu ermitteln, die sogar aus Waschbecken und sanitären Einrichtungen ertönte. Es wurden komplizierte technische Fallen gelegt und die Telefonanlage des gesamten Hauses komplett ausgetauscht.
Auch der Parapsychologe Hans Bender war an den Untersuchungen beteiligt. Die Boulevardpresse sowie Rundfunk und Fernsehen berichteten laufend über die Ermittlungen.

## Aufklärung
Letztendlich stellte sich heraus, dass die „Verfolgte“ selbst gemeinsam mit dem damals 62-jährigen Zahnarzt und dessen Ehefrau den angeblichen Spuk inszeniert hatte. Ein Polizeibeamter hatte bemerkt, wie zeitgleich zu einem Chopper-Phänomen synchrone „Lippenbewegungen der Auszubildenden in einem Spiegel“ zu beobachten waren. Die Täter wurden zu einer Geldstrafe in Höhe einer fünfstelligen (DM-)Summe wegen Vortäuschung einer Straftat verurteilt. Zudem schickte die Bundespost dem Ehepaar eine Schadensersatzrechnung über 35.000 DM (in heutiger Kaufkraft 41.000 €).
Claudia Judenmann lebte später unter anderer Identität in der Gegend von Regensburg.

## Rezeption
Die Ereignisse dienten 1983 als Vorlage für die Rahmenhandlung der fünften Folge der Europa-Hörspielserie Larry Brent mit dem Titel Chopper – Geisterstimme aus dem Jenseits.